# Christoph Wilhelm Zuckermandel
Christoph Wilhelm Zuckermandel (* 17. November 1767 in Nürnberg; † 6. Dezember 1839 ebenda) war ein deutscher Schneider und Mathematiker.

## Leben
Zuckermandel wurde früh Vollwaise. Es gelang ihm, eine Ausbildung als Schneider zu erhalten und wirkte als Schneidergeselle in Berlin. Er kehrte in seine Vaterstadt Nürnberg zurück und avancierte dort zum Meister. 
Aus Spaß beschäftigte Zuckermandel sich mit der Mathematik. 1809 legte er dafür eine Prüfung ab und wurde anschließend Privatlehrer für Mathematik. Als Mathematiker war er so erfolgreich, dass ihn einige Jahre später die Stadt Nürnberg zu ihrem offiziellen Eichmeister berief.

## Schriften
- Anweisung zur Bildung sogenannter Zauberquadrate (1838), Digitalisat
- Aufgaben zu geometrischen Berechnungen (1827)
- Gedichte eines Unstudirten (1802), Digitalisat
- Handbuch der Geometrie (1830)
- Versuche in Nürnberger Mundart, 1821, Digitalisat
- Der überwiesene zweifache Raubmörder im Gefängniß-Unschuldig und Schuldig, 1821, Digitalisat